# ليندا لويز دوان
ليندا لويز دوان (بالإنجليزية: Linda Louise Duan)‏ هي ممثلة بريطانية، ولدت في 13 ديسمبر 1993 في تشستر في المملكة المتحدة.

## أعمال

### أفلام
- دكتور سترينج[7]

## وصلات خارجية
- ليندا لويز دوان على موقع IMDb (الإنجليزية)
- ليندا لويز دوان على موقع قاعدة بيانات الفيلم (الإنجليزية)